# John Alessio
John Paul Alessio (* 5. Juli 1979 in Vancouver, British Columbia) ist ein kanadischer MMA-Kämpfer, der momentan als Weltergewicht antritt. Alessio hat für viele der großen MMA-Ligen gekämpft, darunter Ultimate Fighting Championship, King of the Cage, Pride FC, World Extreme Cagefighting, Dream und Maximum Fighting Championship. 

## Biografie
Der in Vancouver geborene Alessio zog nach Duncan und fuhr dort Freestyle BMX. Als er 19 Jahre alt war, entschied er sich, sich am Kampfsport zu versuchen. Einige Zeit trainierte er in Duncan unter Jason Heit in einem Hinterhofgym. Dann zog er nach Kalifornien und trainiere Brazilian Jiu-Jitsu im Shark Tank. Mit 20 machte Alessio dann sein UFC-Debüt gegen niemand geringeren als Pat Miletich, verlor diesen Kampf allerdings. Alessio wechselte dann zu Pride, zu WEC, KOTC und dann wieder zur UFC. Danach stand er bei Maximum Fighting Championship unter Vertrag. 

## Kampfstatistik
| Ergebnis   | Gegner            | Siegart          | Veranstaltung                                       | Datum              |
| Niederlage | Siyar Bahadurzada | TKO              | United Glory - 2010-2011 World Series: Second Round | 19. März 2011      |
| Sieg       | Phil Collins      | TKO              | TPF 7 - Deck the Halls                              | 2. Dezember 2010   |
| Sieg       | Sergei Goljajew   | Aufgabe          | United Glory - 2010-2011 World Series: First Round  | 16. Oktober 2010   |
| Sieg       | War Machine       | Aufgabe          | TPF 5 - Stars and Strikes                           | 9. Juli 2010       |
| Sieg       | Chris Clements    | Aufgabe          | W-1: Bad Blood                                      | 20. März 2010      |
| Sieg       | Matt Delanoit     | Aufgabe          | RoF 37 - Warlords                                   | 5. März 2010       |
| Sieg       | Luigi Fioravanti  | KO               | MFC 22: Payoff                                      | 2. Oktober 2009    |
| Sieg       | Andrew Buckland   | Aufgabe          | MFC 21: Hard Knocks                                 | 16. Mai 2009       |
| Niederlage | André Galvão      | Aufgabe          | Dream 8                                             | 5. April 2009      |
| Niederlage | Paul Daley        | TKO              | MFC 19                                              | 5. Dezember 2008   |
| Sieg       | Gideon Ray        | TKO              | SuperFights MMA - Night of Combat 2                 | 11. Oktober 2008   |
| Sieg       | Pete Spratt       | Aufgabe          | Banner Promotions: Night of Combat                  | 20. Juni 2008      |
| Niederlage | Brock Larson      | Disqualifikation | WEC 33                                              | 26. März 2008      |
| Sieg       | Todd Moore        | Punktsieg        | WEC 31                                              | 12. Dezember 2007  |
| Sieg       | Marcelo Brito     | Punktsieg        | WEC 30                                              | 5. September 2007  |
| Sieg       | Alex Serdyukov    | Aufgabe          | WEC 28                                              | 3. Juni 2007       |
| Niederlage | Carlos Condit     | Aufgabe          | WEC 26                                              | 24. März 2007      |
| Sieg       | Brian Gassaway    | Punktsieg        | WEC 25                                              | 20. Januar 2007    |
| Niederlage | Thiago Alves      | Punktniederlage  | Ortiz vs. Shamrock 3: The Final Chapter             | 10. Oktober 2006   |
| Sieg       | Alex Serdyukov    | Aufgabe          | WEC 23                                              | 17. August 2006    |
| Niederlage | Diego Sanchez     | Punktniederlage  | UFC 60 - Hughes vs. Gracie                          | 27. Mai 2006       |
| Sieg       | Savant Young      | Aufgabe          | KoTC - Schok and Awe                                | 1. Oktober 2005    |
| Sieg       | Shannon Ritch     | TKO              | KoTC - Prime Time                                   | 5. August 2005     |
| Niederlage | Jonathan Goulet   | Punktniederlage  | TKO 18 - Impact                                     | 26. November 2004  |
| Sieg       | Brandon Olsen     | Aufgabe          | ETB - Enter the Beast                               | 6. März 2004       |
| Sieg       | Ronald Jhun       | Punktsieg        | KOTC 29 - Renegades                                 | 5. September 2003  |
| Niederlage | Jason Black       | Punktniederlage  | UCC 12 - Adrenaline                                 | 25. Januar 2003    |
| Sieg       | Eiji Mitsuoka     | TKO              | Pride - The Best Vol. 2                             | 20. Juli 2002      |
| Sieg       | Chris Brennan     | TKO              | KOTC 15 - Bad Intenions                             | 22. Juni 2002      |
| Sieg       | John Delao        | TKO              | WFF 1 - World Freestyle Fighting 1                  | 13. April 2002     |
| Sieg       | Nassor Lewis      | Aufgabe          | KOTC 12 - Cold Blood                                | 9. Februar 2002    |
| Sieg       | Sean Pierson      | KO               | UCC 7 - Bad Boyz                                    | 25. Januar 2002    |
| Sieg       | Thomas Denny      | Aufgabe          | UFC 85: Bedlam                                      | 7. Juni 2008       |
| Sieg       | Drew McFedries    | Aufgabe          | KOTC 11 - Domination                                | 29. September 2001 |
| Niederlage | Joe Doerksen      | Aufgabe          | Superbrawl - Futurebrawl 2000                       | 14. November 2000  |
| Niederlage | Pat Miletich      | Aufgabe          | UFC 26 - Ultimate Field of Dreams                   | 9. Juni 2000       |
| Sieg       | Jay R. Palmer     | Aufgabe          | SB 16 - SuperBrawl 16                               | 8. Februar 2000    |
| Sieg       | John Chrisostomo  | TKO              | SB 16 - SuperBrawl 16                               | 8. Februar 2000    |
| Niederlage | Egan Inoue        | Aufgabe          | SB 15 - SuperBrawl 15                               | 7. Dezember 1999   |
| Sieg       | Jason Meaders     | Punktsieg        | NG 13 - Neutral Grounds 13                          | 20. November 1999  |
| Niederlage | Kousei Kubota     | Aufgabe          | Pancrase - Breakthrough 9                           | 25. Oktober 1999   |
| Sieg       | Fritz Borchardt   | TKO              | EX 28 - Extreme Challenge 28                        | 9. Oktober 1999    |
| Sieg       | Ben Earwood       | Punktsieg        | EX 28 - Extreme Challenge 28                        | 9. Oktober 1999    |
| Niederlage | David Harris      | Aufgabe          | BRI 2 - Bas Rutten Invitational 2                   | 24. April 1999     |
| Sieg       | Mike Headley      | KO               | UB - Ultimate Battle                                | 17. Mai 1998       |
| Sieg       | Derek McClinton   | KO               | UB - Ultimate Battle                                | 17. Mai 1998       |